# Milan Cahlík
Milan Cahlík ist ein ehemaliger tschechoslowakischer Skispringer.
Cahlík bestritt in der Saison 1984/85 seinen einzigen Weltcup und erreichte dabei am 23. Februar 1985 beim Skifliegen in Harrachov mit Platz 14 seine ersten und einzigen Weltcup-Punkte. Mit diesen Punkten belegte er am Ende der Saison gemeinsam mit dem Schweizer Pascal Reymond und dem Finnen Mika Kojonkoski den 70. Platz in der Gesamtwertung.